# Stronger (canção de Sugababes)
"Stronger" é uma canção do girl group britânico Sugababes. As Sugababes escreveram a canção em colaboração com Jony Rockstar, Marius de Vries e Felix Howard; Foi inspirado pela experiência da integrante do grupo Heidi Range de estar separado de sua família e amigos. "Stronger" é um pop downtempo e uma balada de R&B com um tema de auto-capacitação. É o terceiro single do Angels with Dirty Faces, e foi lançado como um duplo lado A com a faixa-título do álbum. A música recebeu críticas mistas dos críticos, que eram ambivalentes em relação à sua composição.
"Stronger" conquistou o número sete no UK Singles Chart e ficou entre os dez melhores nas paradas de singles nos Países Baixos e na Noruega. Ele alcançou o top quarenta na Austrália e Nova Zelândia, e em muitos países europeus. Alison Murray dirigiu o videoclipe da música, que foi filmado em um clube em Londres e retrata cada integrante do grupo como uma pessoa diferente. O single foi cantado pelas Sugababes no concerto de Edinburgh 50,000 - The Final Push, em julho de 2005 e foi incluído nas set lists para as suas excursões em apoio ao terceiro álbum Three, Overloaded: The Singles Collection e Change. Lee Mead regravou a balada para seu álbum de estúdio auto-intitulado.

## Antecedentes e lançamento
Logo após o lançamento do álbum de estréia do grupo, One Touch (2000), e os singles "New Year", "Run for Cover" e "Soul Sound", as Sugababes foram retiradas pela gravadora London Records, e a integrante da banda Siobhán Donaghy deixou o grupo em meio a relatos de contates brigas com Keisha Buchanan e Mutya Buena. Heidi Range ex-integrante do Atomic Kitten, foi anunciada como o substituta de Donaghy, e as Sugababes posteriormente assinaram com a Island Records. "Stronger" foi escrita por Buchanan, Buena e Range, em colaboração com Jony Rockstar, Marius de Vries e Felix Howard, para o segundo álbum de estúdio do grupo Angels with Dirty Faces. A canção foi criada baseada durante o período da vida de Range, de quando ela ainda não havia se juntando ao grupo e foi separada de sua família e amigos. Range relacionou sua experiência com o processo de escrita de "Stronger", uma técnica que sugeriu que era essencial para a composição de músicas. A música foi produzida e mixada pela Rockstar. Tom Elmhirst também mixou a música, gravou os vocais do grupo e programou-a. Range denominou "Stronger" como sua música favorita da carreira do grupo e considera-a pessoal para ela. "Stronger" foi lançado como o terceiro single do álbum como parte de um lado A duplo com a faixa-título do álbum em CD, cassete e formatos individuais de 12 polegadas em 11 de novembro de 2002. Para promover a sua divulgação, os Sugababes a cantaram no The Birmingham Mail em outubro de 2002 como parte de uma entrevista e visitaram a 95.8 Capital FM em novembro de 2002.

## Composição e letras
"Stronger" é um pop downtempo e uma balada de R&B, com elementos do hip hop. Adrian Thrills, do Daily Mail, a descreveu como uma "balada pop". "Stronger" foi composto na nota de Lá menor no tempo comum, em um ritmo relativamente lento de 74 batimentos por minuto. A música apresenta um arranjo musical Orquestral; sua instrumentação é fornecida por um baixo, violão, viola, contrabaixo, bateria e teclados. A música apresenta uma melodia lenta e escura e é uma reminiscência do "To Run for Cover" do álbum One Touch do Sugababes de. De acordo com o Alex Needham da NME, "Stronger" apresenta um estilo musical semelhante ao grupo de R&B americano En Vogue. Graeme Virtue do The Sunday Herald comparou a balada com a música do grupo inglês Massive Attack, escrevendo: "A varredura orquestral de 'Stronger' visa a varredura emocional". "Stronger" é uma balada de auto-capacitação que contém um testemunho de "I-will-survive"; o refrão é aberto com a linha, "Estou sozinho e, finalmente, estou ficando mais forte ".

## Recepção

### Crítica
A resposta crítica a "Stronger" foi em sua maioria positiva. Andy Strickland do Yahoo!, a descreveu como tendo "espíritos de puro ataque maciço". Stuart McCaighy do This Is Fake DIY, escreveu que "soa fria", enquanto o escritor do Birmingham Post, Andrew Cowen, descreveu a faixa como "desafiante". Dean Piper, do Daily Mirror, o considerou o melhor lançamento do Sugababes e aplaudiu o vocal do grupo na música. O escritor do Hot Press, Phil Udell, caracterizou-se "Stronger" como "uma elegante balada muito além de seus anos ternos". Akin Ojumu do The Guardian, foi complementar sobre os elementos de R&B da faixa, escrevendo: "Quando elas entram direito em trilhas como 'Stronger' e 'Supernatural', as Sugababes soam legais". Fiona Shepherd, do The Scotsman, elogiou a composição da música, chamando-a de "limpa e com bom gosto". No entanto, Barry Nicholson, da NME, chamou-lhe a faixa mais fraca do duplo lado A e afirmou que "atrai-lhe um pouco, então cambaleia para vomitar aquele último Bacardi Breezer". Marianne Gunn do The Herald, chamou as cordas da faixa de "inferiores" e escreveu que contém "o mesmo sentimento elegante" como canção da cantora americana Britney Spears de mesmo nome.

### Comercial
"Stronger" estreou no número sete no UK Singles Chart na edição de 23 de novembro de 2002, como parte de sua dupla versão lado A com a faixa-título do álbum. Tornou-se o terceiro single consecutivo do Angels com Dirty Faces a ficar entre as dez primeiras posições no Reino Unido. O single eventualmente passou treze semanas no gráfico. O lado duplo do lado A, vendeu 125 mil cópias no Reino Unido, colocando-o no décimo segundo na lista dos mais vendidos das Sugababes. A dupla do lado A estreou e atingiu o número trinta e quatro no Australian Singles Chart em 9 de março de 2003 e passou nove semanas no gráfico. Ele se saiu melhor no New Zealand Singles Chart, onde alcançou o número vinte e quatro e permaneceu no gráfico por dezoito semanas. "Stronger" se saiu individualmente bem em outros países. A canção realizada mais notavelmente no gráfico holandês Top 40, onde atingiu o pico no número cinco, passou seis semanas no top 10 e foi colocada no número 29, em sua lista de singles com melhor desempenho em 2003. "Stronger" alcançou o número seis na tabela de lista VG norueguesa e passou quatorze semanas no top vinte. O single alcançou o número onze do Danish Singles Chart, e o número treze no Irish Singles Chart. "Stronger" estreou no número quarenta e três no gráfico Ultratop na Bélgica (Flandres) e depois atingiu o pico no número vinte. Alcançou o número 23 nas tabelas de singles suecos e suíços e alcançou o top quarenta nas paradas alemã e húngara.

## Videoclipe
O videoclipe de acompanhamento para "Stronger" foi dirigido por Alison Murray. Foi filmado em setembro de 2002 em um clube em Londres. Range interpretou uma stripper no vídeo, enquanto Buena interpretou uma gângster e Buchanan era uma mulher com coração partido. A cena de semi-nudez na frente da câmera como "estranho e muito invasivo". O clipe abre com uma cena de Buena em um carro em movimento nas ruas de Londres, onde ela está sentada ao lado de um homem no telefone. Ela resume a coragem de deixar seu namorado popstar. Depois que o carro pára em uma luz vermelha, ela sai e se afasta, deixando seu namorado atrás gritando com ela.
As seguintes cenas mostram Buchanan, Range e Buena em uma piscina em um clube; Buchanan está sentada em uma cadeira, Range está de pé em frente a uma cerca e Buena está sentada na escada da piscina. Cinco mulheres são mostradas mais tarde dançando simultaneamente pela piscina. O vídeo corta para Buchanan sentado no meio de um grupo de apoio em uma sala de uma universidade, com um quadro negro atrás de sua leitura "Heartbroken" e "Anonymous". Mais tarde ela sai da sala, e o clipe mostra os Sugababes sentadas em um banco perto da piscina. O intervalo é exibido no palco de uma discoteca como uma stripper. Como Mutya Buena, ela atua como uma stripper criado coragem para deixa sua profissão, então ela joga o microfone na água da boate. Enquanto isso, as três Sugababes aparecem sob a água corrente de uma torneira de chuveiro e são mostrados dançando com a grupo de mulheres das cenas anteriores. As cenas finais do clipe mostram três crianças nadando debaixo d'água na piscina, lembrando as integrantes dos Sugababes durante a infância.

## Performances ao vivo
As Sugababes cantaram "Stronger" em 27 de agosto de 2002 durante um show, para o lançamento de Angels with Dirty Faces, organizado pela Scottish Radio Holdings e o Royal Bank of Scotland. Elas cantaram o single em 5 de outubro de 2002 na Universidade de Leeds. O trio cantou "Stronger", juntamente com muitas de suas outras músicas, no Edinburgh Corn Exchange em 18 de agosto de 2004. A música foi cantada pela banda no concerto de Edinburgh 50,000 - The Final Push em julho de 2005, que faz parte da série de shows Live 8, para persuadir os líderes do G8 a aumentar a assistência da pobreza na África. A performance recebeu críticas mistas dos críticos, que a consideraram fraca. "Stronger" foi incluído na set list definitiva para a turnê de 2004 do grupo em apoio ao seu álbum Three. Em outubro de 2006, as Sugababes a cantaram como parte de um conjunto acústico com "Shape" no 100 Club em Oxford Street, para promover o lançamento do álbum de grandes sucessos, Overloaded: The Singles Collection.
"Stronger" foi apresentado na set para a Overloaded tour do grupo, na qual as performances foram acompanhados por imagens da viagem do grupo a Comic Relief à África. A banda tocou a música em dezembro de 2007 em Glasgow, na Escócia, como parte de um show acústico. O single também apareceu na set para a Change Tour 2008, em apoio ao seu quinto álbum de estúdio, Change. Kat Keogh, do The Journal, escreveu que sua performance na Câmara Municipal de Newcastle "mostrou uma mudança confiável das princesas temperamentais do pop para uma harmonia mais Supremes". O grupo cantou "Stronger" em 27 de junho de 2009 no Cannock Chase Forrest como parte de um show de 75 minutos e em 10 de julho de 2009 no Riverside Ground do County Durham junto com muitos de seus outros singles. A quarta formação das Sugababes, composta por Range, Amelle Berrabah e Jade Ewen, realizou a música no London Superclub em março de 2010 como parte de um show.
O ator de teatro musical inglês Lee Mead interpretou "Stronger" para seu álbum auto-intitulado. Alex Fletcher da Digital Spy, caracterizou o cover como "a única música no disco com o tipo de letras histórias que são apropriadas para o estilo dramático de Mead", enquanto Michael Quinn da BBC, descreveu isso como "mais docemente delirante" que a versão das Sugababes. "Stronger" foi usado em um anúncio anti-bullying que retrata uma garota de quinze anos de idade com a costura de boca fechada. O anúncio foi proibido de aparecer na televisão, embora a Associação de Publicidade do Cinema aparecesse em cinemas em toda a Inglaterra a partir de 19 de janeiro de 2010. O videoclipe de "Stronger" tornou-se o tema da atenção da mídia em junho de 2011, depois que um membro do movimento SlutWalk da Escócia publicou no site do grupo, afirmando que foi um encorajamento para as vítimas de estupro.

## Faixas
| - CD1 single 1. "Stronger" (nova versão do single) 2. "Angels with Dirty Faces" (Audio Drive Remix) 3. "Stronger" (Almighty Club Mix) 4. "Stronger" (Video) - CD2 single 1. "Angels with Dirty Faces" (versão do álbum) 2. "Stronger" (Antoine909 Remix) 3. "Stronger" (Live Remix at Leeds University, 5 de Outubro de 2002) 4. "Angels with Dirty Faces" (Video) | - Cassette tape 1. "Stronger" (nova versão do single) 2. "Angels with Dirty Faces" (versão do álbum) 3. "Stronger" (Almighty Club Mix) - 12-inch single 1. "Stronger" (Almighty Club Mix) 2. "Stronger" (Antoine909 Remix) 3. "Angels with Dirty Faces" (Audio Drive Remix) |

## Desempenho nas tabelas musicais

### Paradas semanais
| Chart (2002–03)                                | Maior posição |
| ---------------------------------------------- | ------------- |
| O campo songid é OBRIGATÓRIO PARA PARADA ALEMÃ | 38            |
| Austrália (ARIA)                               | 34            |
| Áustria (Ö3 Austria Top 75)                    | 41            |
| Bélgica (Ultratop 50 de Flandres)              | 20            |
| Bélgica (Ultratop 50 da Valônia)               | 5             |
| Dinamarca (Hitlisten)                          | 11            |
| Hungria (Rádiós Top 40)                        | 34            |
| Irlanda (IRMA)                                 | 13            |
| Noruega (VG-lista)                             | 6             |
| Nova Zelândia (RIANZ)                          | 24            |
| Países Baixos (Dutch Top 40)                   | 5             |
| Países Baixos (Single Top 100)                 | 9             |
| Reino Unido (Official Charts Company)          | 7             |
| Suécia (Sverigetopplistan)                     | 23            |
| Suíça (Schweizer Hitparade)                    | 23            |

| Chart (2003)                        | Posição |
| ----------------------------------- | ------- |
| Países Baixos (Dutch Top 40)        | 29      |
| Países Baixos (Mega Single Top 100) | 59      |